# 璩美鳳
璩美鳳（1966年8月5日—），臺灣新聞工作者、政治人物、媒體名人。《獨家報導周刊》榮譽發行人，曾任金門縣議會議長王再生機要秘書、中華團結聯盟黨主席、中華統一促進黨發言人，曾擔任記者、新聞主播、台北市議員、新竹市政府文化局局長、毅傳媒總編輯。

## 生平
璩美鳳出生於臺北市，籍貫安徽桐城。
1992年，璩美鳳擔任《台視新聞世界報導》記者（當時主播為張雅琴）期間，以潛入偷拍的方式報導女同性戀者酒吧，造成顧客面孔曝光，甚至因此承受家庭壓力而自殺；另影射藝人潘美辰為女同性戀者等新聞，被認為傷害新聞倫理。之後，璩美鳳離開台視。
璩美鳳離開台視新聞之後，轉赴華衛新聞台擔任新聞總監與主播，並加入新黨。1994年，年僅28歲的璩美鳳，頂著「中華民國的女兒」稱號，以第一高票當選台北市第三選區市議員。1996年10月，璩美鳳因揭發「宋七力事件」而名譟一時。璩美鳳指控，時任民主進步黨中央評議委員會主任委員謝長廷收取宋七力政治獻金新台幣1,600萬元並擔任其法律顧問，謝長廷之妻游芳枝則為宋七力編撰《宇宙光明體》一書。
1997年中華民國縣市長選舉，璩美鳳在投票前夜的新黨造勢大會擔任主持人，為新黨台北縣長候選人楊泰順助選，當晚並繼續參與傳播媒體節目報導。1998年，璩美鳳任新竹市政府文化局局長，與民進黨籍新竹市市長蔡仁堅交往。2001年，新黨提名璩美鳳於臺中市參選立法委員，未當選。
2001年，璩美鳳的密友郭玉玲（阿梵達課程講師）在璩美鳳住處室內裝設針孔攝影機，攝得璩美鳳與已婚電腦工程師曾仲銘之間的「性愛光碟」。《獨家報導周刊》將性愛光碟附於該周刊上出售，引起轟動，該事被媒體稱之「璩美鳳光碟事件」。2002年1月28日上午，璩美鳳到台北地檢署開庭時主動向檢察官表示，她已改變心意，決定控告蔡仁堅妨害秘密罪，也將對郭玉鈴及其女兒高淳淳涉及偷拍及散布性愛光碟的行為提出告訴，但後續不久又決定對蔡仁堅撤告。《獨家報導周刊》發行人沈嶸因此案被法院依妨害秘密罪判處有期徒刑兩年，並於2007年3月入獄；2006年3月3日，郭玉玲因此案被中華民國最高法院以妨害秘密罪、偽造文書等罪判處有期徒刑4年8個月定讞。
2002年2月，璩美鳳推出她的感情回憶錄《璩美鳳懺情錄》，連同隨書附送的璩美鳳獨家訪問光碟，全書九萬字，璩美鳳以第一身的筆觸，細訴她經歷光碟事件的痛苦感受，書中並揭露她與蔡仁堅、光碟男主角曾仲銘等六名男友的感情秘辛，以及公開與八名知名男士的神秘關係。
2004年，璩美鳳與經紀人張惠莉簽訂經紀合約，明定由張惠莉接洽、安排璩美鳳的演藝事業；如果沒有張惠莉的同意，璩美鳳不能自行參加任何表演活動。
2005年6月，璩美鳳與小她14歲的中國大陆沈阳籍男子「Simon」結婚，婚後共同在英國經營一家咖啡店；2009年5月離婚。
2006年底，璩美鳳表示將於2007年返台「搶錢」。2007年1月，璩美鳳返回台灣，上了5個綜藝節目，共賺新台幣20萬元。2007年3月20日，在張惠莉的接洽之下，璩美鳳與澳亞衛視簽訂三年合約，擔任周一至周五18時30分至19時整新聞主播，兼任澳亞衛視台北分公司總經理；簽約記者會上，璩美鳳從澳亞衛視台長馮新民手中承接象徵港幣500萬元的支票看板，號稱年薪為港幣500萬元，但台內人士指實際僅有港幣150萬元；但在台內表現令人訕笑，人稱她口齒不清、現場發揮不知所云。璩美鳳與澳亞衛視簽訂三年合約以後，澳亞衛視隨即支付一半酬勞給張惠莉，卻未將一半報酬匯入張惠莉指定的帳戶；張惠莉通知澳亞衛視給付酬勞，同時要求璩美鳳停止在澳亞衛視的工作，但皆未獲得回應。張惠莉向台北地方法院提出民事訴訟，要求支付違約金新台幣100萬元與後續報酬新台幣50萬元；璩美鳳則主張，當時她與張惠莉簽訂的合約限制了她的工作權，張惠莉以未經核准設立的公司與澳亞衛視簽約，影響她的名譽，而且張惠莉主張的違約金過高，希望法院酌減金額。
2008年2月26日，璩美鳳返台接沈嶸出獄。 2008年7月，澳亞衛視公告證實，已革除璩美鳳「澳亞衛視副台長」一職。2008年8月23日，澳亞衛視副總裁兼台灣區總經理李泰臨證實，璩美鳳已經卸下副台長的職務、離開澳門，派駐深圳分公司，主持兩岸三地商業談話節目《兩岸民生》。 2008年10月27日，璩美鳳在深圳採訪海基會與海協會的「會前會」，否認自己遭澳亞衛視降職。
2009年2月，璩美鳳返台參加「第9屆海峽兩岸、港澳經貿合作研討會」並擔任司儀；當時璩美鳳已經暴瘦，雙頰凹陷，有傳言指稱她因「罹患怪病」而暴瘦。 2009年3月，璩美鳳宣稱，她在台灣有3間房子的貸款，在英國有1間房子的貸款，龐大的經濟壓力使她暴瘦。 2009年4月29日，台北地方法院認定璩美鳳與張惠莉簽訂的合約有效，判決璩美鳳違約，璩美鳳應賠償張惠莉新台幣100萬元。2009年5月，璩美鳳與澳亞衛視的合約期滿，澳亞衛視不續約，璩美鳳正式被澳亞衛視開除。 2009年9月，璩美鳳重返台灣政壇，擔任台北市議員林瑞圖的特別助理。
2009年11月12日，璩美鳳在台北市大安區「我的家」燒烤店召開記者會，否認她與該店老闆曹宇文的緋聞，並首度坦承她與前夫Simon的婚姻只有一年半，離婚後的咖啡店所有權歸Simon；她說，她之所以隱瞞此事，理由是：「追求的人太多，希望全世界都覺得我死會，對他（指前夫）也還有期望。」同日，林瑞圖說，璩美鳳與Simon離婚的原因可能是兩地相隔，Simon的生活支出與開咖啡店的資金都是璩美鳳支應的。
2010年9月2日，璩美鳳發表聲明稿稱辭去湖北衛視CEO一職：「感謝湖北衛視及深圳製作總部的栽培與提拔，感謝黃總及呂總的支持與協助。大我與大局極為重要，小我自身及眼前皆屬短暫。幾經長考深悟，應以大局為重，因此決定辭去職位。」湖北衛視總監景高地反駁，璩美鳳從未任職，何來辭職。 景高地說：「我們（湖北衛視）不認識她（璩美鳳）、沒接觸過她，連想都沒想過她。何況我們沒有『CEO』這個職務、也沒有深圳總部，全是憑空而出。」
2012年10月29日，璩美鳳表示出任《獨家報導周刊》榮譽發行人，並於最新一期出刊之11、12月合訂本擔任封面人物，並於其文章裡鄭重宣布她的重新復出。
2013年5月25日，璩美鳳率領「12金釵」穿喪服在菲律賓馬拉坎南宮抗議，要求菲律賓總統艾奎諾三世為廣大興28號事件代表菲律賓政府道歉，被菲律賓國家警察沿路驅離。2013年6月24日，璩美鳳擔任金門縣議會議長王再生的機要祕書。2013年6月28日，璩美鳳宣布成立中華團結聯盟，自任黨主席，並為張安樂清唱〈月亮代表我的心〉。2013年6月29日，璩美鳳與台灣媒體人蔡玉真現身在上海虹橋國際機場的張安樂歡送會，並陪同張安樂返回台灣。
2018年3月10日，璩美鳳與張安樂在金門縣青嶼張氏家廟祭祖。2018年3月22日，璩美鳳與張安樂現身在藍天行動聯盟的「重走繆上校之路」活動中，並穿著中華統一促進黨背心，以發言人身分高唱〈中華民國頌〉。
2018年6月11日，現身北韓領導人金正恩下榻的新加坡瑞吉酒店外，表達 「川普應為兩岸和平，而開啟和平對話」等訴求，並且舉著“Trump-peace Korea,Trump-war Taiwan,Nobel peace prize?”的牌子，她指出，川普讓北韓、南韓走向和平，卻讓台灣走向了戰爭的邊緣，因此在新加坡表達訴求，提醒川普不要為了與中國爭高下，而拿台灣來當炮灰。
2018年5月17日，璩美鳳拜認陳樹菊當乾媽，但陳樹菊絕無認乾女兒，還說璩美鳳讓她整夜失眠。
2018年8月30日，以无党籍身份完成高雄市市長参选登记。

## 選舉紀錄
| 年度 | 選舉屆數             | 選舉區           | 所屬政黨 | 得票數 | 得票率 | 當選標記 | 備註 |
| ---- | -------------------- | ---------------- | -------- | ------ | ------ | -------- | ---- |
| 1994 | 第七屆臺北市議員選舉 | 臺北市第三選舉區 | 新黨     | 26,016 | 10.73% |          |      |
| 2001 | 第五屆立法委員選舉   | 臺中市選舉區     | 新黨     | 12,792 | 2.96%  |          |      |
| 2018 | 第三屆高雄市市長選舉 | 高雄市           | 無黨籍   | 7,998  | 0.48%  |          |      |

## 曾主持或主播過的節目
| 年份                        | 頻道             | 節目             | 備註                 |
| 1997年5月9日～1997年5月30日 | 台灣電視公司     | 《眾意愛綜藝》   | 與邰智源主持，共4集  |
| 1999年1月26日～1999年9月1日 | 中華電視公司     | 《非常世代》     | 與謝震武主持，共31集 |
|                             | 傳訊電視大地頻道 | 《讀家樂園》     |                      |
|                             | 力霸友聯U2綜合台 | 《台灣部落尋奇》 |                      |
|                             | 澳亞衛視         | 《美鳳看天下》   |                      |
|                             | 澳亞衛視         | 《兩岸民生》     |                      |
|                             | 東森廣播網       | 《世界在飛行》   |                      |
|                             | 環宇廣播電台     | 《News放輕鬆》   |                      |

## 著作
| 年份          | 書名             | 出版社             | ISBN            |
| ------------- | ---------------- | ------------------ | --------------- |
| 2002年2月出版 | 《璩美鳳懺情錄》 | 英特發股份有限公司 | ISBN 986800912X |